# Чемпионат мира по футболу 2026 (отборочный турнир, УЕФА, группа E)
Жеребьёвка отборочного турнира европейской квалификации чемпионата мира 2026 прошла в Цюрихе 13 декабря 2024 года. В группу E попали сборные следующих стран: Испания, Турция, Грузия и Болгария.
Матчи в группе E пройдут с 4 сентября по 18 ноября 2025 года.
Сборная, занявшая первое место, выходит в финальную часть чемпионата мира напрямую. Сборная, занявшая второе место, принимает участие в стыковых матчах за право выхода в финальную часть турнира.

## Таблица
| Поз | Команда  | И | В | Н | П | МЗ | МП | РМ | О | Квалификация                        |       | Испания | Турция | Грузия | Болгария |
| --- | -------- | - | - | - | - | -- | -- | -- | - | ----------------------------------- | ----- | ------- | ------ | ------ | -------- |
| 1   | Испания  | 0 | 0 | 0 | 0 | 0  | 0  | 0  | 0 | Квалификация на чемпионат мира 2026 |       | —       | 18 ноя | 11 окт | 14 окт   |
| 2   | Турция   | 0 | 0 | 0 | 0 | 0  | 0  | 0  | 0 | Выход в раунд плей-офф              |       | 7 сен   | —      | 14 окт | 15 ноя   |
| 3   | Грузия   | 0 | 0 | 0 | 0 | 0  | 0  | 0  | 0 |                                     |       | 15 ноя  | 4 сен  | —      | 7 сен    |
| 4   | Болгария | 0 | 0 | 0 | 0 | 0  | 0  | 0  | 0 |                                     | 4 сен | 11 окт  | 18 ноя | —      |          |

## Матчи
Расписание матчей было опубликовано УЕФА после жеребьёвки 13 декабря 2024 года в Цюрихе. Время начала матчей указано центральноевропейское (CET)/центральноевропейское летнее (CEST) (местное время, если оно отличается, указано в скобках).
| Грузия | –:–     | Турция |
| ------ | ------- | ------ |
|        | (отчёт) |        |

| Болгария | –:–     | Испания |
| -------- | ------- | ------- |
|          | (отчёт) |         |

| Грузия | –:–     | Болгария |
| ------ | ------- | -------- |
|        | (отчёт) |          |

| Турция | –:–     | Испания |
| ------ | ------- | ------- |
|        | (отчёт) |         |

| Болгария | –:–     | Турция |
| -------- | ------- | ------ |
|          | (отчёт) |        |

| Испания | –:–     | Грузия |
| ------- | ------- | ------ |
|         | (отчёт) |        |

| Турция | –:–     | Грузия |
| ------ | ------- | ------ |
|        | (отчёт) |        |

| Испания | –:–     | Болгария |
| ------- | ------- | -------- |
|         | (отчёт) |          |

| Грузия | –:–     | Испания |
| ------ | ------- | ------- |
|        | (отчёт) |         |

| Турция | –:–     | Болгария |
| ------ | ------- | -------- |
|        | (отчёт) |          |

| Болгария | –:–     | Грузия |
| -------- | ------- | ------ |
|          | (отчёт) |        |

| Испания | –:–     | Турция |
| ------- | ------- | ------ |
|         | (отчёт) |        |

## Дисквалификации
Игрок получает дисквалификацию на 1 матч за следующие нарушения:
- Красная карточка (отстранение за красную карточку может быть продлено за грубые нарушения).
- 2 жёлтые карточки в 2 разных матчах (дисквалификация за жёлтую карточку может перенестись на стыковые матчи, но не на основной турнир или любые другие международные матчи).

## Комментарии
1. ↑  CEST (UTC+2) до 26 октября 2025 года, CET (UTC+1) после 26 октября 2025 года.